# Longitarsus longiseta
Longitarsus longiseta es un coleóptero de la familia Chrysomelidae. Fue descrita científicamente en 1889 por Weise.